# Houri
Pour l’article ayant un titre homophone, voir Houry.
Pour les articles homonymes, voir Houri (homonymie).

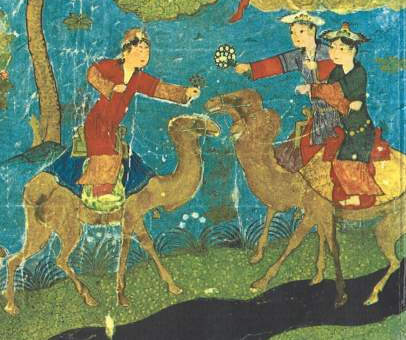
Houris chevauchant des chameaux dans le paradis.

Les houris (masc. arabe حُور, ḥūr, fém. arabe حُورِيَة, ḥūrīya, pl. ḥūrīyāt) sont, selon la foi musulmane, des vierges dans le paradis, qui seront la récompense des bienheureux. Ce sont des personnages célestes.

## Étymologie
L'adjectif arabe est dérivé de la racine ḥ-w-r qui dénote la blancheur. Il est employé pour qualifier les yeux d'une gazelle ou d'un oryx, dont la blancheur résulte du contraste de la sclère avec la noirceur de la pupille et de l'iris. L'adjectif substantivé désigne, par extension, une femme dont les grands yeux noirs contrastent avec le blanc de ses yeux et la blancheur de sa peau.
Des auteurs anciens ont suggéré une influence du mot pehlevi hurust, qui évoque de jeunes femmes du Paradis. Néanmoins, des différences avec leurs fonctions coraniques apparaissent. Ce terme serait arrivé à Mahomet via des communautés chrétiennes araméophones. A l'inverse, Tor Andrae, dans les années 1930, voyait une influence davantage chrétienne que zoroastrienne.

## Les houris dans le Coran
Le singulier ḥawrāʾ (« houri ») n'est pas attesté dans le Coran mais le pluriel ḥūr (« houris ») y compte quatre occurrences,,, à savoir, selon l'ordre chronologique traditionnel des sourates : les versets 52:20, 56:22, 55:72 et 44:54,,. Ces quatre occurrences sont complétées par trois mentions de personnes "aux chastes regards". D'autres versets peuvent être associés aux houris, à savoir : 2:25, 3:15, 4:57, 36:56, 37:44, 37:48-49, 38:52, 55:56, 55:58, 55:70-71, 55:73-74, 56:16, 56:23-24 ; 56:35-38, 78:33 et 88:13,. Les sourates qui se rapportent aux houris sont des sourates mecquoises, antérieures à l'hégire (622). Toutes ces mentions du terme, comme dans Q 55:73, ne correspondent pourtant pas au sens classique de "vierge du Paradis". 
La véritable signification et le sens du mot dans le contexte du Coran est inconnue, mais le sens le plus souvent donné est celui de vierge. En particulier, la sourate 55 parle au verset 56 d'êtres féminins qui « n'ont été touchés ni par des hommes ni par des djinns ». Le texte coranique décrit les houris comme ayant des grands yeux noirs, des seins arrondis.... Elles sont parfaites et d'égale jeunesse,. Les descriptions correspondent aux codes de beauté physique et morale de la poésie classique et préislamique. Ainsi, le Coran décrit le paradis comme un monde "éternellement jeune" figé avant la vieillesse. Ce sont des adolescentes aux regards chastes, d'égale jeunesse, vierges vivant retirées sous leurs tentes, épouses pures que ni les hommes ni les djinns n'auront touchées, et semblables au rubis, au corail et à des perles en coquilles.
L'assertion selon laquelle elles n'ont été touchées ni par des hommes, ni par des djinn attribue "indirectement" aux houris une dimension sexuelle. Cette description du paradis est donc une description avant tout pour des jouissances masculines. Des sourates plus tardives ou des interpolations dans des sourates plus anciennes permettent au texte de nuancer cette vision et d'inclure les familles et les épouses dans le paradis musulman.

## Interprétation traditionnelle
L'interprétation de la tradition islamique en fait, a posteriori,  des vierges destinées au plaisir sexuel des hommes au paradis. Pour Cook, « il est impossible de trouver un exégète musulman classique qui comprenne les versets concernant les houris comme autre chose que des références à des femmes dont le but serait de procurer du plaisir sexuel aux bienheureux du paradis. ».
La tradition musulmane possède ainsi de nombreux textes, comme ceux d'Ibn Habib, Muhasibi, Ibn Kathir... décrivant le paradis et ses plaisirs de manière sensuelle et fantaisiste, chaque croyant recevant soit 2, soit 72, soit 500, soit 8000 houris et ajoutant des détails au texte coranique.  Selon certains théologiens médiévaux, comme Al-Tirmidhî,, 72 houris sont promises à chaque musulman au paradis. Cette évocation des 72 houris est absente des autres grands recueils canoniques de hadiths. Cette interprétation se retrouve dans de nombreuses civilisations de l'aire islamique, ce qui confirme, pour Toelle, sa compatibilité avec la logique interne du texte. Cette interprétation des houris comme "sextoys humains du paradis", se retrouve non seulement dans la littérature classique mais aujourd'hui encore chez des auteurs musulmans. Certaines exagérations sensuelles de la littérature populaire ont fait l'objet de critiques. 
Dès le VIIIe siècle, ces vierges sont utilisées pour motiver les combattants pour la guerre sainte. Le genre littéraire des Mérites du Jihad  apparait, en effet, au VIIIe siècle pour connaître une période florissante au XIIe – XIIIe siècle, à l'époque des croisades. La mort est alors décrite comme un rite de passage vers un mariage éternel. Pour Jarrar, "le motif des vierges paradisiaques associé avec le martyre pendant la guerre sainte ou jihād apparaît aussi bien dans des récits historiques médiévaux que dans la littérature  islamique moderne sur le jihād, en particulier dans des pamphlets de propagande, dans les témoignages des martyrs et dans les commémorations de l'Iran et la bande de Gaza en Palestine". Pour Brague, citant Avicenne, « le paradis promis aux chrétiens – la vision de Dieu – pourrait certes convenir à un peuple de philosophes, mais il est trop pâle pour motiver des guerriers et il faut au peuple du tangible ».
Si l'interprétation charnelle et littérale de ces descriptions est « de loin la plus répandue parmi les croyants musulmans jusqu'à nos jours », certains auteurs ont rejeté l'interprétation traditionnelle des houris. C'est le cas d'auteurs modernistes qui rejettent une vision sexuelle du Paradis et de ceux qui critiquent l'usage de cette interprétation dans le recrutement des kamikazes. Un autre groupe d'auteurs rejetant cette interprétation sont des apologistes de l'islam non-musulmans qui souhaitent retrouver le sens original des textes. Chez certains auteurs mystiques, comme Ibn Arabi, les houris font l'objet d'une interprétation symbolique ou allégorique,. L'interprétation soufie a tenté de dépasser l'aspect littéral et sensuel du texte coranique pour en faire une lecture allégorique, les houris devenant des images des âmes célestes. Pour Gobillot, à l’exception d'al-Muhâsibî, les mystiques ont peu écrit sur les houris.

## Sources textuelles
Le terme Houri pose question aux chercheurs puisque la compréhension classique « a quelque chose de saugrenu ». Sous le pseudonyme de Christoph Luxenberg, un spécialiste allemand du Coran publie en 2000 un livre intitulé Lecture syro-araméenne du Coran : une contribution pour décoder la langue du Coran dans lequel une lecture syro-araméenne du Coran le conduit à penser à une utilisation erronée du mot houri. Le texte original ferait, selon cette lecture, référence à des « raisins blancs » plutôt qu'à des « vierges » en guise de récompenses célestes. Les recherches de ce chercheur,, et, en particulier, cette thèse a été débattue par les islamologues. El Badawi trouve l’interprétation de Luxenberg problématique et pense que le terme Houri désigne bien des femmes.
Dye ne prend pas parti sur l’exactitude de la thèse de Luxenberg mais trouve celle de Van Reeth plus convaincante. A la différence de Luxenberg, qui n'avait pas pour but premier de trouver le contexte exact du christianisme ayant pu influencer le Coran, Van Reeth considère que la recherche des sources précises permettrait de valider cette théorie. L’auteur considère que les hymnes d'Ephrem ne sont que partiellement à l'origine des descriptions coraniques paradisiaques mais que celles-ci s'inscrivent dans une longue tradition textuelle (incluant l'apocalypse de Baruch, Papias...). L'auteur apporte plusieurs textes syriaques de comparaison. Pour ce dernier, ce verset évoquerait le banquet eucharistique, avec des références au fruit de la vigne, à la Perle cachée (signifiant une parcelle eucharistique dans le contexte syriaque), dans une conception proche du manichéisme...
Pour Dye, « La possibilité que les images d’Éphrem [...] aient été mal comprises [...] soit par le rédacteur du texte (les houris seraient alors bien dans le Coran), soit par la tradition musulmane postérieure, dans la mise en place des points diacritiques et des voyelles, et dans l’interprétation du texte, me paraît une hypothèse plausible. ». Pour G. Gobillot, "Concernant la situation dans l’au-delà, les mystiques semblent avoir été peu intéressés, dans leur ensemble, par la question des Houris, lesquelles pourraient n’être, d’ailleurs, selon un ouvrage récent de Christoph Luxenberg, que le résultat d’un simple contresens de lecture du texte coranique d’origine, traduit dans l’écriture par certains scribes à une époque que l’on ne peut, pour l’instant, déterminer[...] Si l’on admet de prendre en considération cette hypothèse, il faut constater une fois de plus que la tradition prophétique s’est développée en contrepoint du texte coranique avec les descriptions nombreuses et détaillées qu’elle donne de ces vierges du Paradis"
Pour Boisliveau, il est possible de concilier les différentes interprétations en retrouvant l'histoire du texte coranique. A propos de la description paradisiaque de la sourate 37, une première strate évoquerait des délices fruitiers, tandis qu'une plus récente aurait intégré des plaisirs sexuels, sous l'influence peut-être de textes zoroastriens. L'origine zoroastrienne de cette vision du paradis se trouvait déjà défendue par Berthels en 1925,.

## Postérité

### Postérité étymologique
Par ailleurs, le mot houri est entré dans la langue française en 1654 avec la signification de femme belle et voluptueuse.  Ce transfert sémantique s'est fait via le perse ou le turc. Il est aussi entré dans la langue anglaise en 1737[réf. nécessaire]. En français, le substantif féminin,, « houri » (prononcé en français : [uʀi]) est, selon le Tlfi, un emprunt au persan,, ḥūrī, (« jeune fille du paradis »), dérivé, avec le suffixe d'unité persan -ī, de l'adjectif arabe ḥūr, pluriel de ḥawrāʾ, féminin de aḥwar (« qui a le blanc et le noir des yeux très prononcés »).

### Postérité religieuse
Les houris sont souvent un argument avancé par les chrétiens pour critiquer la vision matérialiste du paradis musulmans. De nombreux auteurs chrétiens comme Jean de Damas ou même Martin Luther ont rejeté cette image du paradis. Pour ce dernier, « comme ce Mahomet est noyé dans la chair de la femme, dans toutes ses pensées, paroles, œuvres. À cause de sa convoitise, il ne peut ni parler ni agir à cause de sa convoitise, tout doit être chair, chair, chair. ».

### Postérité dans l'art
En mai 2022, le rappeur et artiste français Médine publie son morceau Houri, une chanson d'amour consacrée, entre autres, à son épouse :
Tes cicatrices j’en fais des fossettes, mon livre de chevet c’est ton livre de recettes

Tous les jaloux me disent que je blasphème, quand je dis que t’es tombée du ciel 

T’es ma houri, je t’aime à mourir   

T’es ma houri, je t’aime à mourir en théorie